# Francis Delattre
Pour les articles homonymes, voir Delattre.
Francis Delattre, homme politique français, né le 11 septembre 1946 à Naours (Somme), a été maire de Franconville-la-Garenne de 1983 jusqu'au 21 décembre 2017. Il est député de 1986 à 2007. De 2003 à 2008, il est vice-président de la communauté d'agglomération Val-et-Forêt. Il est membre de l'UMP. Il est élu sénateur le 25 septembre 2011.

## Biographie
En 2004, alors député, il propose un abandon total des emballages plastiques, notamment ceux entourant les packs de bouteilles d'eau. Dans le cadre du projet de loi d'orientation agricole, il propose un amendement qui vise à interdire les emballages non biodégradables,,.
Il soutient Nicolas Sarkozy pour la primaire présidentielle des Républicains de 2016. Le 3 mars 2017, dans le cadre de l'affaire Fillon, il renonce à soutenir le candidat LR François Fillon à l'élection présidentielle.
Il parraine Laurent Wauquiez pour le congrès des Républicains de 2017, scrutin lors duquel est élu le président du parti.

## Mandats politiques

### Mandats nationaux
Député du Val-d'Oise (4e circonscription) :
- Du 2 avril 1986 au 14 mai 1988 (VIIIe législature).
- Du 13 juin 1988 au 1er avril 1993 (IXe législature).
- Du 2 avril 1993 au 21 avril 1997 (Xe législature).
- Du 1er juin 1997 au 18 juin 2002 (XIe législature).
- Du 19 juin 2002 au 19 juin 2007 (XIIe législature).

### Mandats départementaux
Conseiller général du Val-d'Oise (canton de Franconville) :
- De 1979 à 1985.
- Du 18 mars 1985 au 27 juin 1988 (vice-président du conseil général).

### Mandats municipaux et intercommunaux
Francis Delattre remporte les élections municipales de mars 2008 au premier tour avec 54 % des voix des franconvillois.
Conseiller municipal et maire de Franconville (Val-d'Oise) :
- Du 14 mars 1983 au 12 mars 1989 (élu maire).
- Du 17 mars 1989 au 18 juin 1995 (réélu maire).
- Du 25 juin 1995 au 18 mars 2001 (réélu maire le 24 juin 1995).
- Du 19 mars 2001 au 9 mars 2008 (réélu maire le 24 mars 2001).
- Du 9 mars 2008 au 23 mars 2014 (réélu maire le 15 mars 2008).
- Du 24 mars 2014 au 21 décembre 2017 (réélu maire le 4 avril 2014)[7].

Conseiller communautaire de l'agglomération Val-et-Forêt :
- De 2003 à 2008 (5e vice-président, chargé de l'habitat et de l'aménagement).

## Polémiques
Lors de la campagne pour les élections régionales françaises de 2010 en Île-de-France, il crée la polémique avec Sébastien Meurant, maire UMP de Saint-Leu-la-Forêt, relayé par Axel Poniatowski député maire de l'Isle Adam en affirmant qu'Ali Soumaré, candidat tête de liste socialiste aux élections régionales dans le Val-d'Oise, est un « délinquant mutirécidiviste chevronné »,, en mentionnant cinq affaires judiciaires dans lesquelles est impliqué selon lui Ali Soumaré ; une partie des accusations s'est révélée fausse par la suite, l'une d'entre elles notamment étant celle d'un homonyme. En outre, M. Delattre n'était pas censé avoir accès par ses fonctions aux informations divulguées. Cette démarche d'accusation hâtive entraîna une polémique aux répercussions locales et nationales. M. Delattre fut critiqué aussi bien par la gauche que par des membres de l'UMP,.
Le groupe UMP du conseil général du Val-d’Oise a demandé aux instances régionales de relever Francis Delattre, maire de Franconville et conseiller général, de ses fonctions au sein de l’UMP à la suite de la polémique qu’il a lancée sur le passé judiciaire de Ali Soumaré, tête de liste PS dans ce département du nord de Paris aux élections régionales. Selon Arnaud Bazin, le président du groupe UMP-UVO au Conseil Général, cette polémique va durablement entacher l’image de l’UMP.
Dans le cadre de l'affaire Soumaré, il est condamné le 10 janvier 2012 avec Sébastien Meurant à une amende de 1 000 euros avec sursis, à verser un euro de dommages et intérêts à Ali Soumaré, à 3 000 euros de frais de justice et à publier le jugement dans trois organes de presse.
Dans le cadre des élections législatives 2012, Francis Delattre, devenu sénateur, crée à nouveau la polémique en prononçant la phrase suivante lors d'une réunion publique « nous [la droite au pouvoir sous le mandat de Nicolas Sarkozy] avons gavé un certain nombre de ces personnalités, nous avons gavé les Bouygues, nous avons gavé les Bolloré [...] Toute la mansuétude que nous avons eu, avec un certain nombre de ces groupes, n’emmènent pas beaucoup de reconnaissance. Jamais. » L'information est mise en lumière par le Lab d'Europe 1, qui souligne que la vidéo est retirée du compte Dailymotion deux jours plus tard, même si elle est toujours disponible ailleurs sur Internet.

## Note
1. ↑  L'interdiction sera finalement votée en 2010, mais ne sera pas appliquée[1].